# Zamarada candelabra
Zamarada candelabra är en fjärilsart som beskrevs av Fletcher 1974. Zamarada candelabra ingår i släktet Zamarada och familjen mätare. Inga underarter finns listade i Catalogue of Life.